# Haras national d'Oujda
Le haras national d'Oujda est un haras national marocain, situé à Oujda, spécialisé dans l'élevage et la préservation des races Barbe et Arabe-barbe. 

## Histoire
Les bâtiments d'origine sont créés en 1913, dans l'objectif d'approvisionner les troupes militaires en chevaux, ce qui fait du haras national d'Oujda le second plus ancien du Maroc. Le site passe sous tutelle du ministère de l'agriculture marocain en 1947, puis l'ensemble des activités est transféré à la Société royale d'encouragement du cheval (SOREC) en 2011.
Les travaux de modernisation et de reconstruction sont terminés à la fin de l'année 2012, dans l'objectif de rendre ce haras conforme aux normes techniques en vigueur à l'international,. La tendance des éleveurs locaux s'oriente vers l'élevage du Pur-sang arabe.

## Description
Le site compte environ dix hectares, au Nord d'Oujda. Le haras national d'Oujda gère par ailleurs douze stations de monte publiques, qui lui sont directement rattachées, notamment dans les provinces de Taza, Boulemane, Jerada et Guercif. Ce haras approuve chaque année environ 140 étalons appartenant aux propriétaires privés des alentours, et organise quatre concours régionaux dédiés à la race Arabe-barbe au mois de juin. Il soutient l'utilisation des harnachements marocains traditionnels pour chevaux, et organise une activité d'équithérapie pour les enfants trisomiques.
Il propose des formations aux soins du cheval, organisées dans le cadre d'un partenariat avec l'ancienne région française de Champagne-Ardenne.
Il organise régulièrement des journées portes ouvertes.

## Chevaux stationnés

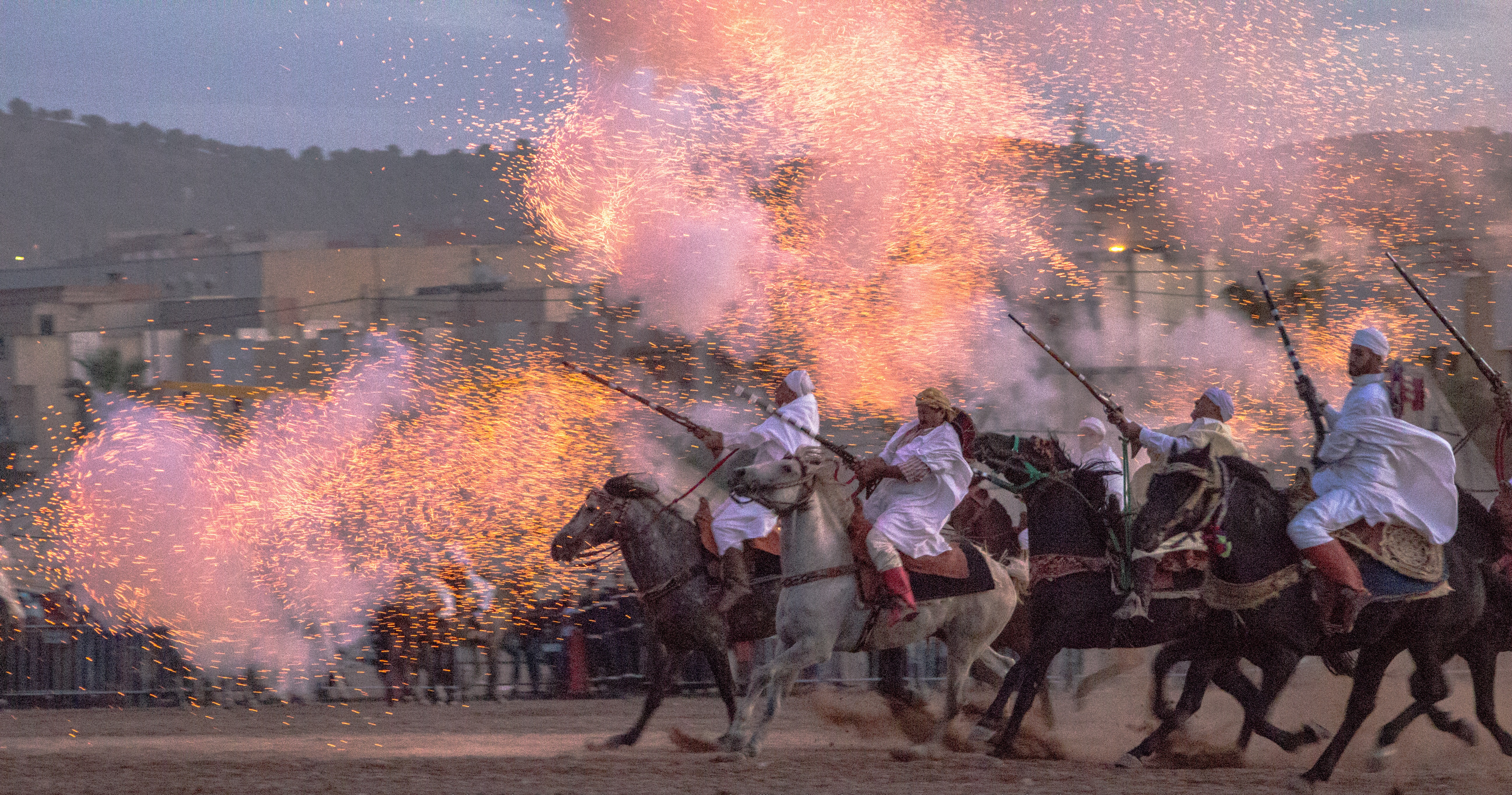
Tbourida à Oujda.

Le haras national d'Oujda s'est spécialisé dans les races Barbe et Arabe-barbe. Il détient environ 53 étalons (2017), propriétés de la SOREC. Il propose des services de monte public, les éleveurs des alentours pouvant y amener leurs juments pour les faire saillir. Les capacités sont d'environ 1 000 à 1 100 naissances de poulains par saison. Ce haras a acquis à partir de la saison de reproduction de 2019 l'étalon de course Metran, des écuries Al Shaqab.